# ダウン・イン・ザ・グルーヴ
『ダウン・イン・ザ・グルーヴ』（Down in the Groove）は、1988年にリリースされたボブ・ディラン25枚目のスタジオ・アルバム。
ディランのレコーディング・キャリアの中でもスランプと言われていた時期のアルバムで、評価・セールスとも振るわず、ビルボード200チャートで最高61位、全英アルバム・チャート32位と低迷した。雑誌『ローリング・ストーン』誌は「偉大なバンド・アーティストのワースト・アルバム15枚」の1枚に選出した。

## 解説
それまで女性のバックアップ・シンガーをつけることも多かったディランだが、このアルバムを最後に以後女性ボーカルは聴かれなくなる。
「アグリエスト・ガール」と「シルヴィオ」を共作したロバート・ハンターは、グレイトフル・デッドの楽曲の作詞を手がけるソングライター。レコーディングにはジェリー・ガルシアをはじめとするデッドのメンバーも参加している。

## 収録曲
1. レッツ・スティック・トゥゲザー - Let's Stick Together – 3:09
  - 作詞・作曲: Wilbert Harrison
2. ホェン・ディド・ユー・リーヴ - When Did You Leave Heaven? – 2:15
  - 作詞・作曲: Walter Bullock、Richard Whiting
3. サリー・スー・ブラウン - Sally Sue Brown – 2:29
  - 作詞・作曲: Arthur June Alexander、Earl Montgomery、Tom Stafford
4. デス・イズ・ノット・ジ・エンド - Death Is Not the End – 5:10
  - 作詞・作曲: ディラン
5. ハド・ア・ドリーム・アバウト・ユー - Had a Dream About You, Baby – 2:53
  - 作詞・作曲: ディラン
6. アグリエスト・ガール - Ugliest Girl in the World – 3:32
  - 作詞・作曲: ディラン、ロバート・ハンター
7. シルヴィオ - Silvio – 3:05
  - 作詞・作曲: ディラン、ハンター
8. ナインティ・マイルズ・アン・アワー - Ninety Miles an Hour (Down a Dead End Street) – 2:56
  - 作詞・作曲: Hal Blair、Dan Robertson
9. シェナンドゥ - Shenandoah – 3:38
  - トラディショナル、編曲: ディラン
10. ランク・ストレンジャー・トゥ・ミー - Rank Strangers to Me – 2:57
  - 作詞・作曲: Albert E. Brumley

## アウトテイク
2007年、ボブ・ディランの未発表曲のテープが開始価格$12,500でeBayオークションに出品された。このテープには、ディランの歌う "Sidewalks, Fences, and Walls" が3バージョンとプロデューサーの David Briggs との会話が録音されていた。このテープは『ダウン・イン・ザ・グルーヴ』のセッションが行われていた1987年3月ロサンジェルスのサンセット・サウンド・スタジオにて録音されたもので、 Briggs が友達にプレゼントしたものである。

## パーソネル
- マイク・ベアード - ドラムス
- Peggie Blu - バック・ボーカル
- Alexandra Brown - バック・ボーカル
- エリック・クラプトン - ギター「ハド・ア・ドリーム・アバウト・ユー」
- Alan Clark - キーボード
- Carolyn Dennis - バック・ボーカル
- Sly Dunbar - ドラムス
- ボブ・ディラン - ギター、ハーモニカ、キーボード、ボーカル
- ネイザン・イースト - ベース
- Mitchell Froom - キーボード「ハド・ア・ドリーム・アバウト・ユー」
- Full Force - バック・ボーカル
- ジェリー・ガルシア（グレイトフル・デッド） - ボーカル
- Willie Green, Jr. - バック・ボーカル
- Beau Hill - キーボード
- ランディ”ジ・エンペラー”ジャクソン - ベース
- Coke Johnson - エンジニア
- スティーヴ・ジョーンズ - ギター
- スティーヴ・ジョーダン - ドラムス
- ダニー・コーチマー - ギター
- Bobby King - バック・ボーカル
- Clydie King - バック・ボーカル
- Larry Klein - ベース
- Mike Kloster - アシスタント・エンジニア
- マーク・ノップラー - ギター「デス・イズ・ノット・ジ・エンド」
- Jeff Musel - アシスタント・エンジニア
- Brent Mydland（グレイトフル・デッド） - ボーカル
- Jim Preziosi - アシスタント・エンジニア
- Madelyn Quebec - キーボード、バック・ボーカル
- Brian Saucy - アシスタント・エンジニア
- ロビー・シェイクスピア - ベース
- Stephen Shelton - ドラムス、キーボード、エンジニア、ミキシング
- ポール・シムノン - ベース
- Henry Spinetti - ドラムス
- Bob Weir（グレイトフル・デッド） - ボーカル
- Kip Winger - ベース
- ロン・ウッド - ベース「ハド・ア・ドリーム・アバウト・ユー」

## リリース
日本
| 日付          | レーベル  | フォーマット | カタログ番号 | 付記                  |
| ------------- | --------- | ------------ | ------------ | --------------------- |
| 1988年7月21日 | CBSソニー | CD           | 25DP-5147    |                       |
| 1997年2月1日  | ソニー    | CD           | SRCS-9244    | SUPER NICE PRICE 1600 |

## カバー
- アルフィー・ボーのアルバム『ストーリーテラー』に「ランク・ストレンジャー・トゥ・ミー」を収録